# Elettrotreno DB ET 27
Gli elettrotreni ET 27 della Deutsche Bundesbahn erano una serie di elettrotreni progettati per il servizio vicinale nelle maggiori aree metropolitane.
Vennero realizzati in 5 unità di tre elementi (motrice + rimorchiata + motrice) e immessi in servizio sulle linee del nodo di Stoccarda.
Gli ET 27, i primi in Germania progettati espressamente per i servizi suburbani (esclusi quelli per le reti S-Bahn di Amburgo e Berlino), accusarono diversi problemi tecnici, ma costituirono la base su cui vennero progettati i fortunati elettrotreni serie 420.
Nel 1968, con l'introduzione del nuovo sistema di numerazione, gli ET 27 vennero riclassificati nella serie 427; le rimorchiate ottennero il numero 827.
Originariamente verniciati in color porpora, vennero ricolorati alla fine degli anni settanta in livrea blu oceano e beige.
Vennero ritirati dal servizio nel 1985.